# Left Behind (sang)
 For alternative betydninger, se Left Behind (flertydig). (Se også artikler, som begynder med Left Behind)
Left Behind er en sang fra det amerikanske heavy metalband Slipknot der var med på deres album Iowa fra 2001. Singlen blev placeret som nummer 30 på Mainstream Rock Tracks. det er den ene af de to singler fra albummet og en sang før Subliminal Verses hvor der ikke bliver bandet så meget.

## Musikvideoen
Videoen viser bandet optræde i en skov hvor det regner med optagelser af en dreng der skærer en ged op på et marked og har tanker om at tage hævn på to bøller som på et tidspunkt kaster sten genne vinduerne i huset hvor drengen sidder og ser fjernsyn.

## Numre
1. "Left Behind"
2. "Liberate" (Live)
3. "Surfacing" (Live)